# جسیکا سویل
جسیکا سویل (انگلیسی: Jessica Swale; فوریه ۱۹۸۲ (۴۳ سال)) کارگردان نمایش، فیلم‌نامه‌نویس، و کارگردان فیلم اهل بریتانیا بود.